# Aplatyphylax erectus
Aplatyphylax erectus är en nattsländeart som beskrevs av Douglas E. Kimmins 1950. Aplatyphylax erectus ingår i släktet Aplatyphylax och familjen husmasknattsländor. Inga underarter finns listade i Catalogue of Life.